# Agasi Manukjan
Agasi Manukjan (* 27. února 1967 Leninakan – 19. března 2018 Marquette) byl sovětský a arménský zápasník – klasik.

## Sportovní kariéra
Zápasení se věnoval od 13 let. Specializoval se na řecko-římský styl. V sovětské reprezentaci se pohyboval v širším výběru od roku 1988 ve váze do 57 kg. Po rozpadu Sovětského svazu v roce 1991 se stal s Armenem Nazarjanem vůdčí postavou nového arménského týmu vedeného Aramem Sargsjanem. V roce 1993 získal první titul mistra světa pro samostatný arménský zápas. V roce 1996 se kvalifikoval na olympijské hry v Atlantě, ale pravděpodobně kvůli zranění prohrál ve druhém kole výrazným bodovým rozdílem 0:11 s Ruslanem Chakymovem z Ukrajiny. Vzápětí ukončil sportovní kariéru. Věnoval se trenérské práci. Od roku 2006 žil ve Spojených státech, kde zemřel předčasně v roce 2018.

## Výsledky
| Turnaj             | Sovětský svaz | Sovětský svaz | Sovětský svaz | Sovětský svaz | Sovětský svaz | Arménie | Arménie | Arménie | Arménie | Arménie |
| Turnaj             | 1987          | 1988          | 1989          | 1990          | 1991          | 1992    | 1993    | 1994    | 1995    | 1996    |
| Turnaj             | 20            | 21            | 22            | 23            | 24            | 25      | 26      | 27      | 28      | 29      |
| Turnaj             | -57           | -57           | -57           | -57           | -57           | -57     | -57     | -57     | -57     | -57     |
| ------------------ | ------------- | ------------- | ------------- | ------------- | ------------- | ------- | ------- | ------- | ------- | ------- |
| Olympijské hry     |               | —             |               |               |               | —       |         |         |         | úč.     |
| Mistrovství světa  | —             |               | —             | —             | —             |         | 1.      | úč.     | úč.     |         |
| Mistrovství Evropy | —             | —             | —             | —             | —             | —       | úč.     | 2.      | 2.      | 5.      |
| MS nadějí          | 1.            |               |               |               |               |         |         |         |         |         |